# Конституционный референдум в Армении (2015)
Конституционный референдум в Республике Армения (2015) о внесении изменений в действующую Конституцию, прошедший 6 декабря 2015 года. Предполагаемые поправки к Конституции изменяли систему правления в стране с полупрезидентской и превращали её в парламентскую республику (по оценке некоторых исследователей — в премьерскую систему парламентарной формы правления, известную также как «суперпремьерская система»).
Процесс перехода к новой Конституции и форме правления был осуществлён во время избирательного цикла 2017—2018 годов. В результате референдума поправки были одобрены 66,2 % избирателей при явке 50,8 %, что превысило явку, необходимую для подтверждения результатов (25 %).

## Предлагаемые изменения

### Изменения в Национальном Собрании
В действующей конституции Национальное собрание контролирует исполнительную ветвь власти и отвечает за надзор за бюджетом. Согласно поправкам, в Национальном Собрании Армении вместо 131 депутата будет не менее 101 депутата.
Более того, согласно закону о выборах, будет выделено четыре места для этнических меньшинств, по одному для русских, езидов, ассирийцев и курдов соответственно. Дополнительно на выборах в Национальное собрание будет использоваться пропорциональная избирательная система.
Кроме того, согласно поправкам, Национальное собрание может принять закон об амнистии большинством голосов от общего числа депутатов.

### Изменения в избрании и назначении Премьер-министра и его обязанностях
В трехдневный срок с начала срока полномочий вновь избранного Национального собрания Президент Республики назначает Премьер-министром кандидата, выдвинутого парламентским большинством, сформированным в порядке, установленном статьей 89 Конституции. В течение семидневного периода с момента принятия отставки Правительства в случае, если Премьер-министр подает заявление об отставке или должность Премьер-министра становится вакантной, Председатель Национального собрания должен на основании распределения мест в парламенте и на основе консультаций с парламентские фракции выдвигают кандидата в премьер-министры, пользующегося доверием большинства парламентариев. Национальное собрание избирает Премьер-министра большинством голосов от общего числа парламентариев. Если премьер-министр не избран, через семь дней после голосования проводится второй тур голосования, в котором могут принять участие кандидаты в премьер-министры, выдвинутые фракциями. Если премьер-министр не избран большинством голосов от общего числа парламентариев, Национальное собрание распускается в силу закона.
Формирование правительства в течение 10 дней с момента назначения премьер-министра. Президент Республики по предложению премьер-министра назначает заместителей премьер-министра и министров. Премьер-министр в течение 20 дней с момента формирования Правительства представляет Национальному Собранию программу Правительства. Национальное Собрание в семидневный срок утверждает Программу Правительства большинством голосов от общего числа депутатов. Если Национальное собрание не одобряет программу правительства и не избирает нового премьер-министра в соответствии с пунктами 2 и 3 статьи 148 Конституции, Национальное собрание распускается в силу закона. Если Национальное собрание избирает Премьер-министра, но снова не утверждает Программу Правительства, Национальное собрание распускается в силу закона.
Согласно предыдущей конституции, премьер-министр должен контролировать деятельность правительства и координировать работу министров, а также должен принимать решения по организации деятельности правительства. Согласно новой конституции, Премьер-министр в рамках Программы Правительства определяет общие направления политики Правительства, направляет деятельность Правительства и координирует работу членов Правительства. По отдельным вопросам Премьер-министр может давать поручения членам Правительства. Премьер-министр возглавляет Совет безопасности, порядок формирования и деятельности которого определяется законом.

### Изменения в судебной власти
В действующей Конституции сказано, что прокуратура — это целостная система. Причем главой прокуратуры является Генеральный прокурор. То же самое и в проекте новой конституции. Главное отличие — способ назначения Генпрокурора. Согласно действующей Конституции, Генеральный прокурор назначается Национальным собранием на шестилетний срок. Кроме того, Национальное собрание должно иметь рекомендацию Президента Республики. В отличие от нынешнего, в проекте новой конституции предлагается другой способ назначения. То есть: генеральный прокурор будет назначен Национальным собранием тремя пятыми большинством голосов. Однако срок тот же — шесть лет. В обеих конституциях подчеркивается, что одно и то же лицо не может быть назначено Генеральным прокурором более двух сроков подряд. Ещё одно изменение связано со способом импичмента генпрокурору. Действующая конституция провозглашает, что генеральный прокурор может быть привлечен к ответственности только в случаях, установленных законом, по предложению президента. Более того, Национальное собрание должно достичь необходимого лимита голосов. Согласно новой конституции, даже без предложения президента Национальное собрание имеет право объявить импичмент Генеральному прокурору только в случае получения трех пятых голосов министров.

### Изменения в обязанностях и ответственности президента
Президент Республики Армения является главой государства. (Статья 49, глава 3)
Согласно старой Конституции:
Президент Республики избирается гражданами Республики Армения сроком на пять лет. (Статья 50, глава 3)
Одно и то же лицо не может быть избрано на пост Президента Республики более двух сроков подряд. (Статья 50, глава 3)
Любое лицо, достигшее тридцати пяти лет, являющееся гражданином Республики Армения в течение предыдущих десяти лет, постоянно проживающее в Республике в течение предшествующих десяти лет и имеющее право голоса, имеет право быть избранным президентом. Республики. (Статья 50, глава 3)
Однако согласно новой конституции президент будет избираться на 7 лет, и это лицо не может быть избрано более чем на 1 срок подряд.
Более того, каждый, кто достиг 40-летнего возраста, был гражданином только Республики Армения, постоянно проживал в Республике Армения в течение предыдущих шести лет и имеет право голоса, может быть избран Президентом Республики.

### Избирательный процесс
Согласно нашей действующей конституции, люди выбирают президента. Кандидат, набравший более половины голосов, избирается Президентом Республики.
Если в выборах участвует более двух кандидатов и ни один из них не набирает необходимое количество голосов, второй тур выборов проводится на четырнадцатый день после голосования. Два кандидата, набравшие наибольшее количество голосов, могут участвовать во втором туре выборов Президента Республики. Во втором туре кандидат, набравший наибольшее количество голосов, избирается Президентом Республики. (Статья 51, глава 3)
Однако в соответствии с новой конституцией Президент Республики избирается Коллегией выборщиков, состоящей из парламентариев Национального собрания и представителей, избираемых из их числа органами местного самоуправления. Кандидат, набравший не менее трех пятых голосов от общего числа членов Коллегии выборщиков, избирается Президентом Республики. Если ни один из кандидатов не получает такого большинства, проводится второй тур голосования, в котором могут участвовать все кандидаты, участвовавшие в первом туре. Кандидат, набравший более половины голосов членов Коллегии выборщиков, избирается Президентом Республики. Если ни один из кандидатов не набирает более половины голосов членов Коллегии выборщиков во втором туре, проводится третий тур голосования, в котором участвуют два кандидата, набравшие наибольшее количество голосов. В третьем туре кандидат, набравший больше голосов, избирается Президентом Республики.
Кроме того, Президент Республики Армения подписывает и публикует закон, принятый Национальным Собранием. Он или она должны обратиться в Конституционный суд для определения соответствия закона Конституции. Если Конституционный суд решит, что закон соответствует Конституции, то Президент Республики подписывает и публикует закон в течение пятидневный период.

## Позиция парламентских партий
Да
Республиканская партия Армении
Процветающая Армения
Дашнакцутюн
Нет
Армянский национальный конгресс
Наследие
Оринац Еркир

## Одобрения

### Малые (внепарламентские) партии
Да
Всеармянское национальное движение
Коммунистическая партия Армении
Либеральная партия Рамкавар
Социал-демократическая партия Гнчакян
Нет
Союз национального самоопределения
Хаязн

### Физические лица
Нет
Роберт Кочарян
Грант Багратян
Жирайр Сефилян
Вардан Осканян
Ара Папян
Паруйр Айрикян

## Критика
Критики новой конституции, рассматривавшие её как попытку президента Сержа Саргсяна сохранить власть после окончания второго и последнего срока на своём посту, заявляли о применении насилия, давления и подтасовок для обеспечения голосов за поправки.
В Ереване проходили круглосуточные акции протеста оппозиции против проведения референдума с требованием отставки действующих властей Армении. Ряд наблюдателей указал на нарушения в процессе голосования и подсчёта.